# James Morris (humanitaire)
Pour les articles homonymes, voir James Morris et Morris.
James T. Morris, né le 18 avril 1943 à Terre Haute (Indiana) et mort le 12 juillet 2024,, est un Américain devenu président du Programme alimentaire mondial en mars 2002, succédant à Catherine Bertini. Il est notamment Président du Conseil d'administration de l'université de l'Indiana et de la Lilly Endowment, une organisation caritative américaine.